# Kothari
Kothari és un riu del Rajasthan, a l'Índia.
El riu neix als turons situades a les proximitats de la ciutat de Devgarh (part dels Aravalli) al districte de Rajsamand, i corre durant uns 145 km en direcció cap a l'est, travessant les planes de la regió de Mewar, per acabar desaiguant finalment al riu Banas. Creua els tehsils Raipur, Mandal, Bhilwara o Kotri i desaigua prop de Nandrei al tehsil de Kotri (districte de Bhilwara).